# Jerzy Bartz
Jerzy Bartz (ur. 28 maja 1936 w Warszawie) – polski perkusista jazzowy, autor podręczników gry na perkusji.

## Życiorys
Ukończył studia na Wydziale Łączności Politechniki Warszawskiej. Sam nauczył się grać na perkusji. Zadebiutował, grając na tym instrumencie w szkolnym zespole tanecznym, którego założycielem był Witold Krotochwil (w Liceum Ogólnokształcącym im. Władysława IV w Warszawie). Zespół ten przyjął nazwę Sekstet Witolda Krotochwila i zainaugurował działalność Hot Club Hybrydy (w roku 1957).
Ze wspomnianym zespołem wystąpił w 1958 roku na Międzynarodowym Festiwalu Jazzowym Jazz Jamboree w Warszawie. Obok Bartza grali w nim: Włodzimierz Kruszyński (klarnet), Zbigniew Namysłowski (trąbka), Zdzisław Orłowski (kontrabas), Bohdan Styczyński (kornet). Na festiwalu tym występował również w kolejnych 2 latach (1959, 1960) w zespole Zbigniewa Namysłowskiego.
W latach 60. XX wieku współpracował z wieloma znanymi muzykami i zespołami muzycznymi, m.in. z:
- Swingtetem Jerzego Matuszkiewicza,
- Bossa Nova Combo – z zespołem wystąpił w odcinku specjalnym niemieckiego programu telewizyjnego Jazz – gehört und gesehen (program pt. Jazz in Poland w reż. Janusza Majewskiego prezentował dokonania najważniejszych wykonawców krajowej sceny jazzowej)[1],
- Kwintetem Andrzeja Kurylewicza,
- zespołem Dżamble,
- duetem fortepianowym Marek i Wacek.

Ponadto towarzyszył różnym artystom (piosenkarzom, gwiazdom estrady) podczas różnego rodzaju występów (recitale, koncerty, festiwale, programy telewizyjne) zarówno w Polsce, jak i za granicą. Brał także udział w nagraniach płytowych oraz dla archiwum Polskiego Radia i dla filmu.
Zimą 1976 roku wziął udział w warsztatach jazzowych „Radost ’76” w Mąchocicach k. Kielc, co zostało uwiecznione w filmie dokumentalnym pt. „Gramy Standard!” w reż. Andrzeja Wasylewskiego
W latach 1971–1990 pracował za granicą. Miał wówczas możliwość poznania różnych kultur muzycznych całego świata. Pisywał o nich reportaże zamieszczane w „Przekroju”, „Jazz Forum” oraz „Kontynentach”. Występował jako perkusista w zespołach grających na statkach wycieczkowych.
Kiedy bywał w Polsce, współpracował m.in. z:
- Ewą Bem i grupą Bemibek
- Dżamblami
- Czerwonymi Gitarami,
- Wojciechem Kamińskim,
- Sławomirem Kulpowiczem,
- Włodzimierzem Nahornym,
- Zbigniewem Namysłowskim,
- Marylą Rodowicz,
- Novi Singers,
- Jarosławem Śmietaną,
- Marianną Wróblewską,
- Janem Ptaszynem Wróblewskim,
- Krzysztofem Zgrają.

Po powrocie do kraju w 1990 nawiązał współpracę z Romanem Orłowem, a następnie w 1991 – z reaktywowaną grupą muzyczną Bemibek.
Od 1993 jest właścicielem przedsiębiorstwa wydawniczego.
Jest autorem podręczników do nauki gry na perkusji, m.in. Szkoła na perkusję w zapisie izomorficznym, Nowe rytmy na perkusję, Instrumenty perkusyjne we współczesnej sekcji rytmicznej, Poradnik perkusisty amatora, Dodatkowe instrumenty perkusyjne oraz Let’s play funk: zbiór rytmów funk na zestaw perkusyjny (ISBN 83-902982-1-X, wyd. Agogo Music, Warszawa).
W 2004 został odznaczony Złotym Krzyżem Zasługi. W 2008 został odznaczony Brązowym Medalem „Zasłużony Kulturze Gloria Artis”.